# Rada Legislacyjna (Nowa Zelandia)

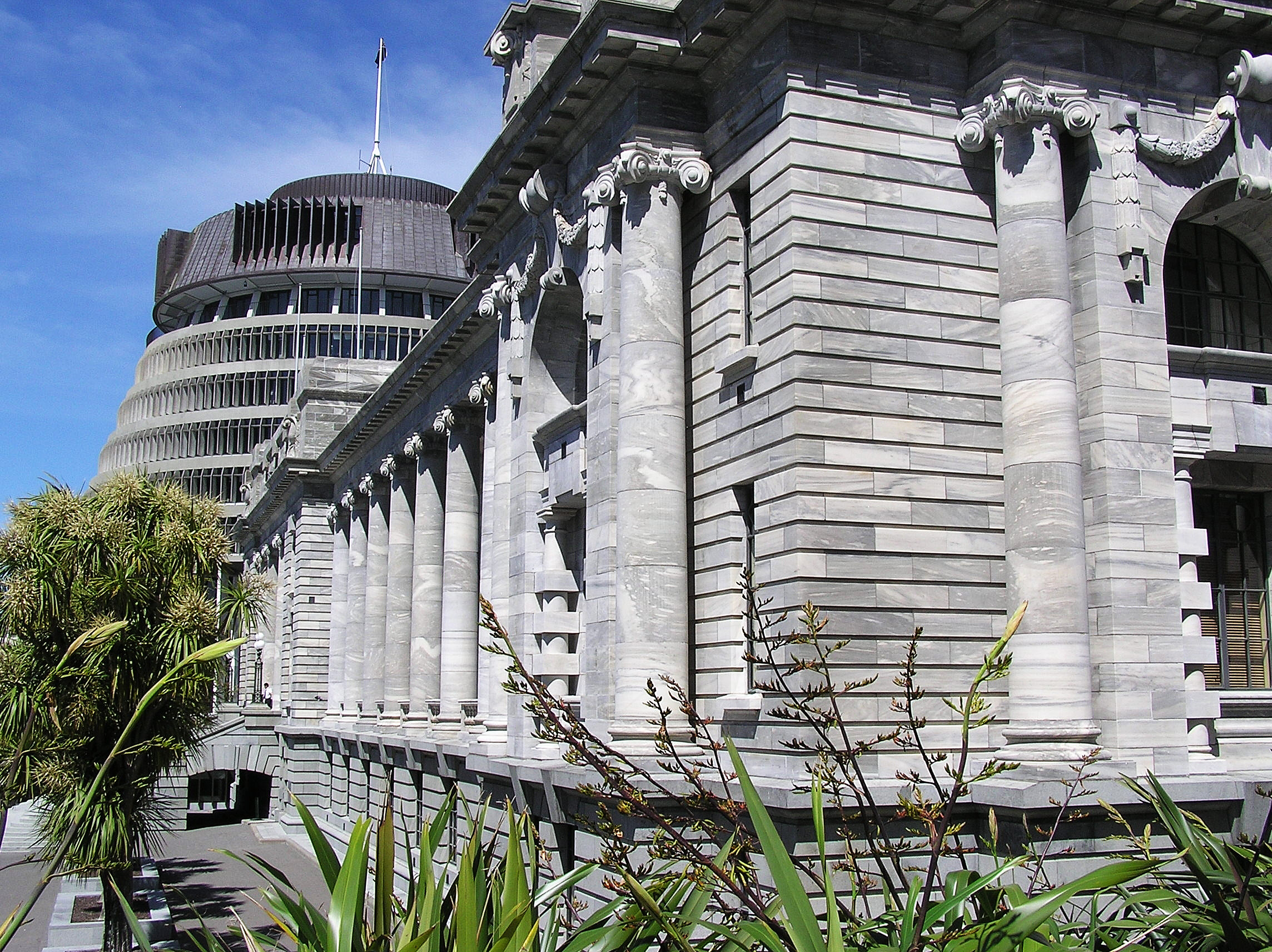
Gmach Parlamentu w Wellington, w którym spotykała się Rada

Rada Legislacyjna Nowej Zelandii (New Zealand Legislative Council) – izba wyższa parlamentu Nowej Zelandii istniejąca w latach 1853–1951.
Podobnie jak Izba Reprezentantów, Rada powstała na mocy przyjętej przez brytyjski parlament ustawy o konstytucji Nowej Zelandii (New Zealand Constitution Act), uchwalonej w roku 1852 i nadającej tej ówczesnej kolonii autonomię. Nowozelandzki parlament był wzorowany na brytyjskim i o ile Izba miała być odpowiednikiem Izby Gmin, o tyle Rada miała stanowić lokalną wersję Izby Lordów.
Rada nie była wybieralna, lecz pochodziła z dożywotniej nominacji. Początkowo pełną swobodę w tej dziedzinie miał gubernator Nowej Zelandii. Z czasem, w miarę jak faktyczne znaczenie ustrojowe urzędu gubernatorskiego zmniejszało się, stało się zwyczajem, iż gubernator mianuje członków rady wyłącznie na wniosek premiera. Z punktu widzenia prowadzonej przez tego ostatniego polityki, miało to dobre i złe strony. Ułatwiało np. swobodne konstruowanie gabinetu, bowiem nowozelandzkie prawo wymaga, aby każdy jego członek był zarazem parlamentarzystą. Jeśli więc premier chciał widzieć w swej ekipie polityka, który nie zasiadał w Izbie, najpierw nominował go do Rady, a tuż potem powoływał na ministra. Z drugiej strony zdarzało się, iż zdominowana przez zwolenników wcześniejszych rządów Rada blokowała lub utrudniała inicjatywy ustawodawcze aktualnego gabinetu.
Ustawa o konstytucji Nowej Zelandii stanowiła, iż liczebność Rady nie może być mniejsza niż 10 osób. Nie określała natomiast maksymalnej liczby członków. W praktyce najwyższa odnotowana liczba osób zasiadających jednocześnie w Radzie wynosiła 54. Choć kobiety uzyskały w Nowej Zelandii prawa wyborcze już w 1893, aż do roku 1941 nie mogły być powoływane w skład Rady, skutkiem czego w całej jej historii zasiadało w niej tylko pięć pań. Lepiej traktowani byli Maorysi – od 1872 obowiązywała nieformalna zasada, iż co najmniej jeden członek Rady musi pochodzić z ich społeczności.
Kompetencje Rady w procesie legislacyjnym były zbliżone do uprawnień Izby Deputowanych, jednak z dwoma ważnymi wyjątkami. Po pierwsze, ani Radzie jako całości, ani jej członkom nie przysługiwało prawo inicjatywy ustawodawczej. Po drugie, projekty ustaw posiadające status budżetowych (money bills) w ogóle nie były przez nią rozpatrywane i należały do wyłącznej kompetencji Izby.
Projekt ustawy likwidującej Radę złożył pod koniec lat 40. XX wieku Sidney Holland, wówczas lider opozycyjnej Nowozelandzkiej Partii Narodowej. Ustawę przyjęto w 1950, już po zwycięstwie narodowców w wyborach i objęciu przez Hollanda funkcji premiera.
Sala posiedzeń Rady jest obecnie używana podczas uroczystości państwowych, m.in. w czasie ceremonii otwarcia sesji parlamentu. Na co dzień służy też jako miejsce spotkań komisji parlamentarnych.